# 倉敷コミュニティ・メディア
倉敷コミュニティ・メディア（くらしきコミュニティ・メディア、通称KCM）とは、放送を通じて、地域貢献目的で作られた組織。総務省中国総合通信局長賞受賞。

## 参加放送局
- ：からは配信・放送エリア
- 倉敷ケーブルテレビ(KCT)：岡山県倉敷市の倉敷・水島・児島・真備地区・総社市・玉野市の全域と岡山市南区・早島町の一部地域
- 玉島テレビ放送(たまテレ)：岡山県倉敷市の玉島・船穂地区の全域
- エフエムくらしき(FMくらしき)：岡山県倉敷市・早島町・総社市・浅口市・里庄町・岡山市南区の全域と岡山市北区・中区・東区・高梁市・吉備中央町・矢掛町・井原市・笠岡市・広島県福山市の一部地域

## 協力機関
- 山陽新聞社くらしき百景が実施されたときは紙面に紹介。
- 岡山シティエフエム(Radio momo)エフエムくらしきと仲が良いためか、互いのDJを共有したり、倉敷ケーブルテレビのニュースリーダーとして起用される。

## 主な企画
- KCMきょうの動き　エフエムくらしきが放送している、ケーブルテレビのニュースの内容を放送するコーナー(レギュラーコーナー)
- くらしき百景　倉敷の風景を投稿した人を交えて紹介する番組。第45回（2007年度）ギャラクシー賞テレビ部門特別賞受賞作
- おやじバンドコンテスト　オヤジバンドが審査される番組。MTVやMUSIC ON! TVなどの、CS音楽放送の方も招いて審査される。
- KCMシチズンオブザイヤー　毎年、地域に貢献した団体に表彰される。